# Alexandr Obizhayevs
Alexandr Obizhayevs (Unión Soviética, 16 de septiembre de 1959) es un atleta soviético retirado especializado en la prueba de salto con pértiga, en la que consiguió ser subcampeón europeo en pista cubierta en 1983.

## Carrera deportiva
En el Campeonato Europeo de Atletismo en Pista Cubierta de 1983 ganó la medalla de plata en el salto con pértiga, con un salto por encima de 5.60 metros, tras su compatriota Vladimir Polyakov (oro también con 5.60 metros pero en menos intentos) y por delante del francés Patrick Abada  (bronce con 5.55 metros).